# Lafitte (Tarn-et-Garonne)
Lafitte település Franciaországban, Tarn-et-Garonne megyében. Lakosainak száma 235 fő (2022. január 1.). Lafitte Cordes-Tolosannes, Garganvillar és Labourgade községekkel határos.

## Népesség
A település népessége az elmúlt években az alábbi módon változott:
| Lakosok száma | 237  | 233  | 236  | 228  | 224  | 221  | 225  | 230  | 235  |
|               | 2013 | 2015 | 2016 | 2017 | 2018 | 2019 | 2020 | 2021 | 2022 |